# Lene Tiemroth
Lene Tiemroth (* 16. Juli 1943 in Kopenhagen, Dänemark; † 1. November 2016) war eine dänische Schauspielerin.

## Leben
Lene Tiemroth war die Tochter der beiden Schauspieler Clara Østø und Edvin Tiemroth. Ihre Schauspielausbildung beendete sie 1996 erfolgreich am Det Kongelige Teater. Anschließend fand sie ein Engagement am Det Ny Teater und wanderte für kurze Zeit in die Vereinigten Staaten aus, um sich dort als Schauspielerin zu etablieren. Mit ihrer Rückkehr nach Dänemark fand sie schnell wieder Arbeit an Theatern wie dem Gladsaxe Ny Teater, Det Danske Teater und dem Husets Teater in Kopenhagen.
Parallel zu ihrer intensiven Theaterkarriere war Tiemroth auch vereinzelt in dänischen Spielfilmen wie Zieh’ dich an, Komtesse und Faul im Staat Dänemark zu sehen. Von ihrem Debüt 1962 bis zu ihrem letzten Film 2007 hat sie in 45 Jahren allerdings nur in etwas mehr als 30 Film- und Fernsehproduktionen mitgewirkt. Nationale Aufmerksamkeit erhielt sie als Karens Mutter in Lone Scherfigs Komödie Italienisch für Anfänger. Für ihre Darstellung wurde sie als Beste Nebendarstellerin für den Robert nominiert und erhielt als eine Auszeichnung als Beste Nebendarstellerin einen Bodil.
Tiemroth war eine Zeit lang mit dem Schauspieler Kjeld Nørgaard liiert und hatte mit ihm ein gemeinsames Kind.

## Filmografie (Auswahl)
- 1966: Zieh’ dich an, Komtesse (Pigen og greven)
- 2000: Italienisch für Anfänger (Italiensk for begyndere)
- 2002: Unit One – Die Spezialisten (Rejseholdet, Fernsehserie, 4 Episoden)
- 2006: Kunsten at græde i kor
- 2007: Faul im Staat Dänemark (Hvordan vi slipper af med de andre)